# Dzsávidán Hánum egyiptomi alkirályné
Ditrói Puskás Májuska, muszlim nevén Zubeida, uralkodói nevén Dzsávidán Hánum (arabul: جاويدان هانم), született May Puskás (Philadelphia, 1877. június 15. – Graz, 1968. augusztus 5.) II. Abbász egyiptomi alkirály felesége, író, zeneszerző, zongorista, festő.
A médiában tévedésből gróf szendrői Török Marianna néven lett ismert, amelyet Egyiptomba történt kivándorlását követően a Török May ragadványnév követett.

## Élete

### Családja és származása
A telefonközpont telepítésekről elhíresült ditrói Puskás Tivadar (1844–1893), vállalkozó és Sophie Vetter von der Lilie grófnő (1851–1912) vér szerinti gyermekeként született az amerikai Philadelphia városában. Sophie Vetter von der Lilie grófnő családját, a Vetter családot a Valois ház rokonságába tartozónak (von der Lilie) tartották, így szinte minden európai uralkodóházzal rokonságba kerültek. Sophie szülei gróf Ferdinánd Vetter von der Lilie (1812–1882), a 3. ulánus ezred ezredese és parancsnoka, és Jozefine von Wachtler auf Wsetin (1827–1902) voltak. Puskás Tivadar a Bányavidékre, konkrétan Felsőbányára vándorolt székely lófő családból származott. Sophie első férje, szendrői gróf Török József (1847–1909), 1887-től Ung vármegye főispánja, Osztrák Császári Lipót-rend lovagja, valóságos belső titkos tanácsos, nagybirtokos, akivel 1870. augusztus 28-án a római katolikus szertartás szerint házasodott, Mürzthalban.
Török József gróf és Sophie Vetter von der Lilie grófnő frigyéből egy fiú- és egy lánygyermek született: ifjabb gróf szendrői Török József (1873–1898), és gróf szendrői Török Mária Anna (1874–1944), aki báró Müller Arthur von klingspor tüzérségi főhadnagy hitvese lett. Török József gróf és Sophie Vetter von der Lilie grófnő házassága nem bizonyult megalapozottnak, a pár 1873-ban, tehát még a főispáni kinevezés előtt, szétvált, majd hivatalosan elválni 8 évvel később, Sophie református vallásra történő áttérése után, 1881 júniusában tudtak. A gyermekek még 1874-ben ismeretlen körülmények között Józsefhez kerültek. A pár mindkét tagja később újból házasodott. Sophie 1882 márciusában polgári házasságot kötött Puskás Tivadarral Londonban, majd később, Tivadar halála után 1898-ban áporkai Cserna Károly festőművésszel. 1876-ban Sophie Párizsban találkozott Tivadarral, aki ott üzleti ügyben töltött egy hetet. Az együtt töltött időszakot követően Sophie Brémába, onnan a Neckar nevű hajóval New Yorkba utazott, ahová 1876. július 14-én érkezett meg. Török József sohasem lépett Amerika földjére.
Májuska 1877 július 15-i születésekor Sophie válása még nem volt megoldva, félt, hogy a korábbi gyakorlat szerint elveszik a gyerekét, emiatt Májuskát tudatosan nem keresztelték meg, és az amerikai anyakönyvezést titkolták a szülők. A pár a későbbiekben született két másik leányát sem kereszteltették meg, és nem is anyakönyveztették. A megszólításhoz beceneveket használtak a családban, Májuska beceneve May volt. Puskás Tivadar 1878. december 24-én Amerikából Párizsba költözött. 1880 decemberében Sophie Budapestre utazott, hogy a válását intézze. Itt született 1881. január 5-én a középső lányuk Maggie, a királyi bíróság által adott törvényes nevén Puskás Margit, a későbbi keresztelés szerint szendrői gróf Török Mária Margit. 1883 szeptember végén Budapestre költözik a teljes család, így valószínűsíthetően itt született 1886. november 9-én a legfiatalabb leány, Thea, Puskás Theodóra. 1890-ben Sophie Bécsbe utazott a lányaival. 1891 márciusa és 1894 februárja között Sophie Puskás a Waasen kastély és uradalom tulajdonosa. A gráci szállodai bejelentők szerint 1892 április közepéig ott lakott Májuska is. A Tivadar által küldött árukat ugyanis a közeli Grazban – ott volt postahivatal – vették át a hagyatéki eljáráshoz kapcsolódó egyik követelési per anyaga szerint.

### Egyiptomban
1892 januárjában Max Hussarek, a későbbi osztrák miniszterelnök, Abbász volt tanára, a személyi titkár teendőit elvállalva Egyiptomba utazott a tanítványával együtt. Sophie a lányaival 1892 április 17-én Grácban szállt meg, de 1892 május 5-én már egyedül szállt meg. Májuska, a gyönyörű kamaszlány feltűnt Egyiptomban. A morganatikus házasság érdekében Max Hussarek professzor úr gróf Török May néven mutatta be az ifjú hölgyet az uralkodónak. Ez a kegyes hazugság a jelenleg elterjedt téves megnevezés egyik alapja. A másik, hogy az 1910. febr. 09-i Mähriches Tagblatt (Morva napilap) újságíró a nővérével, a valódi gróf szendrői Török Mária Annával (1874–1944) azonosította, aki akkor már báró klingspori Müller Arthur tüzérségi főhadnagy felesége volt.
Egyiptomban Májuskát tehát gróf Török May néven ismerték meg, így a későbbiekben ott a muszlim hitre történő áttéréséig ezt a nevet használta, az arab dokumentumokban ez szerepel. Egyiptom angol gyarmatosítása után az arab dokumentumok alapján ez a név terjed el Európában. Ha a katolikus vallás szerint megkeresztelték volna, ezt a nevet kapta volna. De ez sohasem történt meg.
Vetter von der Lilie Sophie grófnő és Puskás Tivadar gyermekeiről, a Puskás Tivadar 1893. március 16-án bekövetkezett halálát követő perek során döntött a budapesti Királyi Bíróság. Az özvegy Sophie Puskás által bemutatott, egy királyi közjegyző előtt tett nyilatkozat alapján nevesítette a megkereszteletlen leányokat és megállapította örökösi állapotukat. A budapesti Királyi Bíróság a kiskorú leányokat a következőképpen nevesítette: Puskás Májuska, Puskás Margit és Puskás Theodóra. Tehát Puskás Májuska a későbbi Dzsávidán Hánum törvényes neve. A médiában a ráragasztott ill. téves neveken ismerjük, mint gróf Török May, gróf Török Marianna, gróf Török Marianna-May és előfordul a Mary keresztnév is. 
1893 márciusában Török May még Egyiptomban volt, így az édesapja meglehetősen gyorsan intézett temetésén nem tudott megjelenni, de 1893.novemberében már Grazban volt. A hagyatéki eljárás időszakában Bécsben élt, virtuóz zongora tudásá révén zongoristaként. 
1895. március 26-án Májuska a budapesti Vigadóban zongorahangversenyt adott, Grieg, Baderevszky, Mendelssohn és Schumann darabokat játszott.
1895. november 12-én amerikai útlevelet kért. Ezen a származására vonatkozó összes adat perdöntően szerepel.
Az útlevél csak az öröksége kiadásához kellett, a húgai öröksége ugyanis az Árvaszékhez került. 1896.02.12-i Wiener Zeitung színházi előadásokat ismertet, és arról ír, hogy May kisasszony a zongorista. 1896.02.18-i Dei Presse. Szintén a művészi életet ismerteti, és megjegyzi, hogy az előadásokon három gyönyörű hölgy is látható, az egyikük May a zongorista. 1896.07.17 Curliste Karlsbad. A Karlsbadi (ma Karlovy Vary. Csehország) gyógyfürdő vendégei között jegyzik „May de Puskás asszonyt”, udvari zongoristát. 1898-ban a hagyatéki eljárás befejeződött, a részét elnyerő Májuskát a pénzére pályázó felsőházi csoport a politikai gyűlölet célkeresztjébe helyezi. A lejárató kampányt a Budapesti Hírlap tulajdonosa és főszerkesztője, Rákosi Jenő folytatta le, nem csak hazánkban, hanem a Monarchia osztrák területein is. Májuska ezt követően visszavonult a közszerepléstől, de az osztrák levéltári anyag szerint Bécsben maradt 1900 nyaráig.
1900-ban Májuska visszatért Egyiptomba és a muszlim szokás szerinti, „magán” házassági szerződést kötött az uralkodóval. A visszatérés vélhetően júliusban történt, mert az újságok akkor kezdték ki II. Abbász khedivét, hogy háremet tart, aki a gyanúsítást visszautasította. 1901 januárjában polgári házasságot kötött az uralkodóval Abbas egyik nagybátyja szerint. Ezt "titkos" házasságnak nevezik, de nem volt titkos, már az 1902.12.25-i Neues Wiener Journal is tudott róla.
Az iszlám kultúrában szokatlan, és a nyilvánosság előtt titkolt családi kapcsolat miatt Egyiptom lakossága és politikai elitje erkölcstelen nőnek vélelmezte Májuskát, afféle bécsi táncoslánynak.
1910. február 9-én felvette az iszlám hitet, az erről készült jegyzőkönyvbe az Egyiptomban 17 éve ismert Török May nevet adta meg. Ezt követően ezt a nevet nem használta soha többet. Származása titkát élete végéig kénytelen volt megtartani, a vallását és a muszlim nevét is megtartotta. Első muszlim neve Zubeida volt.
1910. február 28-án hivatalos házasságot kötött az uralkodóval, II. Abbász Hilmivel. Ez a Oszmán birodalom hivatalos aktusa volt, a szerződés oszmán nyelvű. A házassággal oszmán hercegnői rangot kapott, és nevét az elegáns Dzsávidán Hánum névre cserélte. Az asszony jelentésű török Hánum arab változata a Hánem. A növekvő osztrák-magyar, ill. német befolyás nem felelt meg az angol gyarmatosító törekvéseknek, így a Májuskát sok alaptalan és gyalázkodó média támadás érte. Már 1910. február 17-én a The Cornisham azt állítja, hogy az új feleség zsidó származású, ami egy muszlim közösségben nem szerencsés. A franciák is féltek a német befolyástól, 1910.02.20 Le Radical. A khedive felesége című cikkben egyetlen bizonyíték nélkül kétes multúnak mondják, amivel némileg ütközőik, hogy első szeretője egy perzsa exdiplomata, és a hitelesség kedvéért Párizsba helyezik. A szerencsétlen perzsa azért kellett a pamfletbe, mert azokkal sem a törökök, sem az angolok nem voltak jóban. A gyalázkodás hazánkban egyértelműen Szomory Emil újságíró nevéhez kapcsolható. Szomory csak a regnálás időszakában, azaz 1910-1913 írt gyalázkodó cikkeket, összesen 5db-ot. Az 1913.03.23-i cikkel végül hazánkban botrányhőst csinált Májuskából. Szomory Emil pontosan tudta kiről beszél, erre utal az első mondata: minden a Vas utcában kezdődött. Májuska egy percig nem élt ott, de a feltaláló Puskás Tivadar öccse, Puskás Ferenc Ignác huszárfőhadnagy, a budapesti telefonközpont megvalósítója, ott lakott. A kegyeletsértést figyelmen kívül hagyva néhány mai újságíró az alkirálynét a Szomorytól átvett botrányhős képben ábrázolja, ami ezen szerkesztőségek felkészületlenségét, hiteltelenségét, hazafiatlanságát mutatja.
Az angolok tevékenységéről May középső húga is nyilatkozott.
Dzsávidán Hánum 1913 májusában Abbázián keresztül Budapestre, majd Bécsbe utazott és többet nem tért vissza Egyiptomba. 1913. augusztus 7-én kimondta az Alexendria Sharia Court a válást. Az angolok Abbas II-t 1914.12.19-én megfosztják a trónjától. A sikeres akciók után az egyik angol újság arról ír, hogy Abbas II szeretője, a botrányos életű Török grófnő az uralkodó pénzén élt Bécsben.

### Európában
Magyarországon nem számíthatott védelemre, sőt nemtelen támadások érték. A házassággal elvesztett magyar állampolgárság miatt Magyarországra – családi látogatások, valamint az 50 éves telefonhírmondő ünnepség kivételével – nem tért vissza, így a válást követően a Monarchia osztrák oldalán telepedett le. 1917. április 24-én Bécs I. kerület Wiesingerstrasse 3 alatt használt ruha és kozmetikai szalont nyitott. Eleinte a rokonságnál húzta meg magát, majd bérelt lakásokban él, a Barichkygasse 7 alól 1913. december 1-én az Estegasse 6-ba költözik, majd 1915-től a húga, Thea által bérelt lakásban élt, Bécs, III.ker Arenbergring 20 alatt.
1922-1924 között Berlinbe költözött. Rádiójátékokat írt, zongoraversenyeket komponált és koncerteket adott, valamint különféle napilapokban publikált. A Hárem című önéletrajzi ihletésű művel érte el 1930-ban a legnagyobb sikerét, ezt több nyelvre is lefordították.

## Művei
Jelen ismeretek szerint 7 darab rádiójáték maradt fenn, zenét szerzett, zongora koncerteket adott, novellákat írt, valamint film és színházi forgatókönyvek maradtak utána. Legismertebb a Der Kakteentisch
1925-ben kottáit nyomtatja Lipcsében a Kirstner & Siegel cég. Például: "három dal, énekhang és flőte; 1. Felmászik a rácsos ablakon. 2. Kertünket egy magas fal veszi körül. 3. Csendben ásom a sírt magamban. Halottnak érzem magam, mintha az lennék". Összesen 7 oldal, ára: 1,5M. Zeneszerző: Seherezade Djavidan.

### Könyvei
- Harem. Erinnerungen der früheren Gemahlin des Khediven von Ägypten Prinzessin Djavidan Hanum (Hárem. Khedive egyiptomi feleségének, Djavidan Hanum hercegnőnek az emlékiratai), 1930[36]
- Harem life. 1931, Noel Douglas, London és 1931, Lincoln Mac Veagh, The Dial Press, New York
- 1932-ben olasz nyelven, kiadta a Casa editrice G. Agnelli
- 1980-ban arab nyelven, kiadta az állami Dar Al-Hilal Kiadó, Kairó, később, 2000-ben újra nyomtatta az Egyiptomi Kulturális Minisztérium Al-Kahera hetilapban.
- Harem. Erinnerungen der früheren Gemahlin des Khediven von Ägypten Prinzessin Djavidan Hanum 1988 reprint, Verlag Vis-a-Vis, ISBN 3-924040-30-3
- Harem. Erinnerungen der früheren Gemahlin des Khediven von Ägypten Prinzessin Djavidan Hanum 2. kiadás (megváltoztatott tartalommal), 1991, Deutsche Taschenbuch Verlag GmbH @ Co KG, München. Márciusban és májusban utánnyomták. ISBN 3-423-11342-1
- 2004-ben arab nyelven, Dar Almada, Damaszkusz. Az 1991-es kiadás fordítása.
- 2010.01.01 török nyelven, ISBN 9751029031 és ISBN 978-9751029034 számokon
- japán nyelven, Tokyoi kiadás. Fordította: Maruki Sazuchi, Pontoshasha, Wada Kentaro
- 1942 Gülzar, der Rosengarten. Zubeida Djavidan írói néven, keleti gyermekmesék. 1942, Zinnen Verlag, München

### Rádiójátékok
- Die grossen Sieben
- Zurück ins Paradies
- Seele und Körper
- Geheimnisvoller Orient[37]
- Die Stimme der Liebe[38]
- Wiegen[39]
- Das Buch das nie geschreiben wurde[40]

### Novellák
- Gülnehal[41]
- Egy pasa lányának esküvője[42]
- Hamman[43]
- A la franka
- Das empfindsame Kind[44]

### Festmények
- Több mint 150 festmény.